# Nekrotisierende parodontale Erkrankung

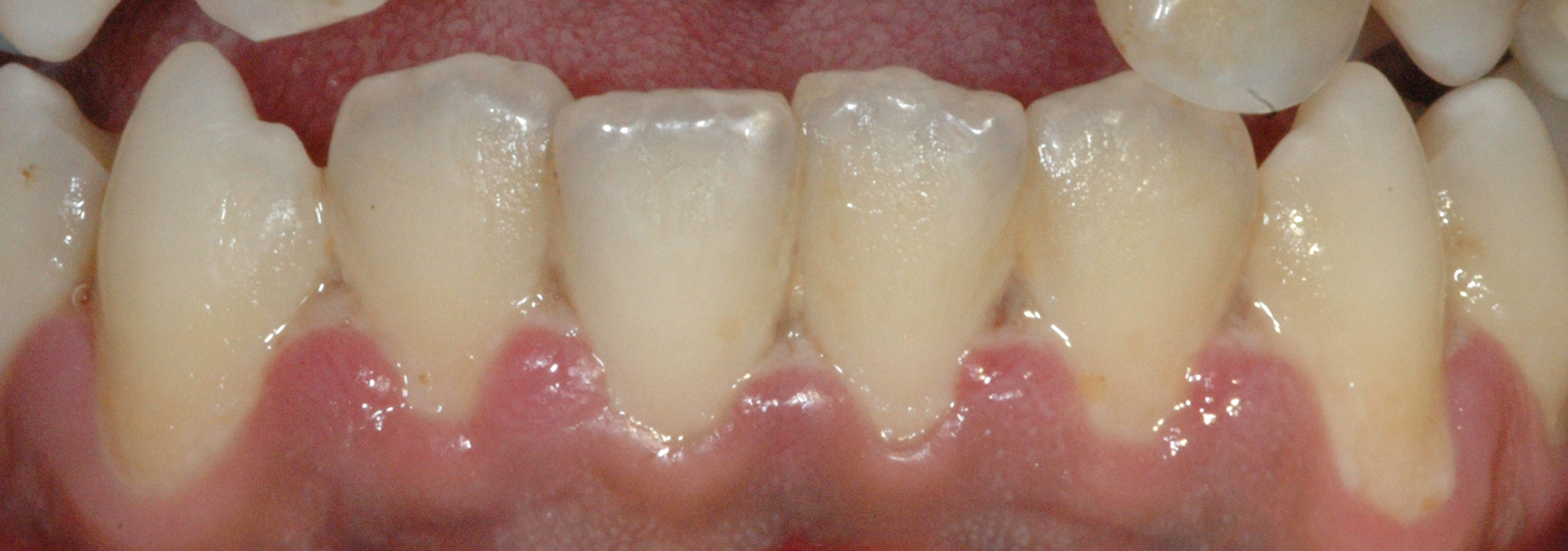
Leichte Form der nekrotisierenden ulzerierenden Gingivitis an den Papillen der unteren Frontzähne

Unter den nekrotisierenden Parodontalerkrankungen werden die nekrotisierende ulzerierende Gingivitis (NUG) und die nekrotisierende ulzerierende Parodontitis (NUP) zusammengefasst. Im akuten Zustand werden sie akute nekrotisierende ulzerierende Gingivitis (ANUG) beziehungsweise akute nekrotisierende ulzerierende Parodontitis (ANUP) genannt. Die Erkrankung ist auch unter der Bezeichnung Schützengraben-Mund (englisch Trench mouth) bekannt, nachdem sie häufig bei Soldaten in Schützengräben während der beiden Weltkriege auftrat. Beide Formen zeigen klinisch ein ähnliches Erscheinungsbild mit interdentalen gingivalen Nekrosen und Blutungen, starken Schmerzen, ausgeprägtem Foetor ex ore (Mundgeruch) und  Pseudomembranen. Bei der NUP kommt es zusätzlich zu einem Verlust von parodontalem Stützgewebe. In schweren Fällen können zusätzlich eine Lymphadenopathie, ein allgemeines Krankheitsgefühl und Fieber  auftreten.

## Alternative Bezeichnungen
Neben den genannten Krankheitsbezeichnungen wird die Erkrankung auch als Vincent-Angina, Vincent-Stomatitis oder Vincent-Infektion nach dem französischen Arzt Jean Hyacinthe Henri Vincent (1862–1950) benannt. Daneben wird sie akute membranöse Gingivitis, fusospirochätale Gingivitis oder Fusospirochätose bezeichnet.

## Ätiologie
Bereits Xenophon beobachtete 400 v. Chr. diese Entzündungen im Mund bei griechischen Soldaten. John Hunter  (1728–1793) beschreibt die klinischen Merkmale der ANUG im Jahre 1778 und grenzt die Erkrankung von Skorbut und der chronischen Parodontitis ab. Die Manifestation der NUG/NUP resultiert meist aus einer Immundefizienz, die die lokale Erregerabwehr im Gingivabereich herabsetzt. Sie ist häufig mit psychischem und/oder physischem Stress, starkem Tabakkonsum oder einer Mangel- bzw. Fehlernährung und mangelhafter Mundhygiene verbunden. Die genaue Ätiologie und Pathogenese ist nicht eindeutig geklärt.

## Mikrobiologie
Mikrobiologisch wird eine anaerobe Mischflora mit Treponema- und Selenomonas-Stämmen sowie Prevotella intermedia, Porphyromonas gingivalis und fusiforme Bakterien wie Fusobacterium nucleatum, Fusobacterium periodonticum, Prevotella intermedia und Prevotella nigrescens sowie Spirochäten nachgewiesen.

## Differentialdiagnose
Differenzialdiagnostisch muss das klinische Bild einer NUG/NUP von der akuten herpetischen Gingivitis, der chronischen desquamativen Gingivitis oder der chronischen Parodontitis unterschieden werden. Weniger häufig kann es sich auch um eine aphthöse Stomatitis, eine bakteriell bedingte Gingivostomatitis, eine Monoliasis, eine Agranulozytose oder eine orale Manifestation einer Dermatose handeln. Im Zusammenhang mit einer HIV-Infektion oder AIDS zeigt sich klinisch eine atypische schwere Gingivitis und Parodontitis, die klinisch der NUG/NUP sehr ähnlich ist. Die starken Schmerzen in den betroffenen Arealen sind ein wesentliches Unterscheidungsmerkmal gegenüber anderen Parodontalerkrankungen, die in der Regel schmerzlos ablaufen.

## Therapie
Therapeutisch wird eine Entfernung aller harten und weichen Auflagerungen von den Zahnoberflächen mit Handinstrumenten und geeigneten Ultraschallinstrumenten unter Lokalanästhesie durchgeführt. Ein Kortikosteroidpräparat wird lokal aufgetragen. Bei stark ausgeprägten nekrotisierenden Parodontalerkrankungen wird ergänzend Metronidazol verordnet, das für das anaerob gramnegative Keimspektrum gut wirksam ist. Lokal unterstützt eine tägliche zwei- bis dreimalige Spülung der Mundhöhle mit 0,1- bis 0,2%iger Chlorhexidindigluconatlösung. In der akuten, sehr  schmerzhaften Phase werden Analgetika verordnet. Bei Schäden am Zahnhalteapparat erfolgt nach Abklingen der akuten Beschwerden eine dem Zustand entsprechende Parodontitistherapie.